# Pseudolimnophila inornata
Pseudolimnophila inornata là một loài ruồi trong họ Limoniidae. Chúng phân bố ở miền Tân bắc.